# 오슨 웰스의 영화 목록

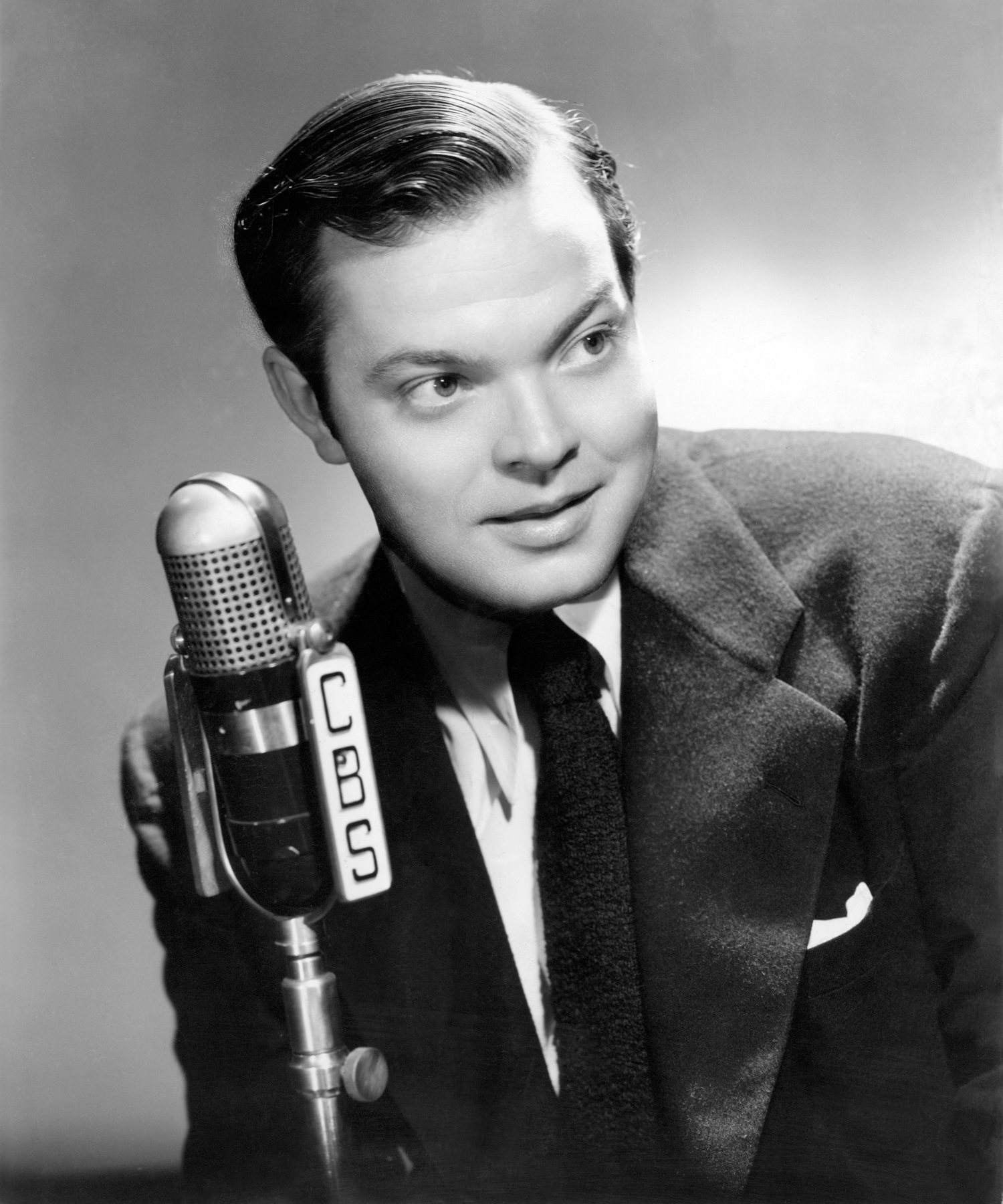
오슨 웰스

아래는 오슨 웰스의 영화 목록이다.

## 감독
- 1993년: 모두가 진실이다 (It's All True)
- 1976년: 거짓의 F (F For Fake / Verites Et Mensonges)
- 1972년: 바람의 저편 (The Other Side Of The Wind)
- 1970년: 디프 (The Deep)
- 1969년: 남쪽 별 (The Southern Star)
- 1968년: 불멸의 이야기 (The Immortal Story)
- 1965년: 한밤의 차임벨 (Chimes At Midnight / Campanadas A Medianoche)
- 1962년: 카프카의 심판 (The Trial / Le Proces)
- 1958년: 악의 손길 (Touch of Evil)
- 1958년: 지나의 초상 (Portrait Of Gina)
- 1956년: 젊음의 원천 (The Fountain Of Youth)
- 1955년: 미스터 아카딘 (Mr. Arkadin)
- 1952년: 오델로 (The Tragedy Of Othello : The Moor Of Venice)
- 1948년: 상하이에서 온 여인 (The Lady from Shanghai)
- 1946년: 이방인 (The Stranger)
- 1942년: 위대한 앰버슨가 (The Magnificent Ambersons)
- 1941년: 시민 케인 (Citizen Kane)
- 1938년: 투 머치 존슨 (Too Much Johnson)

## 출연
- 1976년: 거짓의 F (F For Fake / Verites Et Mensonges)
- 1970년: 워터루 (Waterloo) - 루이 18세 역
- 1970년: 캐치 22 (Catch 22) - 드리들 역
- 1968년: 불멸의 이야기 (The Immortal Story)
- 1967년: 007 카지노 로얄 (Casino Royale)
- 1967년: 타인의 도시 (I'll Never forget What's is name) - 조나단 루트 역
- 1966년: 사계절의 사나이 (A Man for all seasons) - 카디널 울시 역
- 1965년: 한밤의 차임벨 (Chimes At Midnight / Campanadas A Medianoche)
- 1962년: 카프카의 심판 (The Trial / Le Proces) - 알버트 해슬러 역
- 1961년: 다윗과 골리앗 (David And Goliath / David E Golia) - 사울 왕 역
- 1959년: 강박충동 (Compulsion) - 조나단 윌크 역
- 1952년: 오델로 (The Tragedy Of Othello : The Moor Of Venice) - 오델로 역
- 1949년: 여우들의 왕자 (Prince Of Foxes)
- 1949년: 제3의 사나이 (The Third Man) - 해리 라임 역
- 1948년: 상하이에서 온 여인 (The Lady from Shanghai) - 마이클 오하라 역
- 1946년: 이방인 (The Stranger) - 찰스 랜킨 / 프란츠 킨들러 역
- 1944년: 오손 웰스의 제인에어 (Jane Eyre) - 에드워드 로체스터 역
- 1941년: 시민 케인 (Citizen Kane) - 케인 역